# Męskie spojrzenie
W teorii feministycznej męskie spojrzenie (ang. male gaze) jest aktem obrazowania kobiet i świata w sztukach wizualnych i literaturze z męskiej heteroseksualnej perspektywy, która prezentuje i reprezentuje kobiety jako obiekty seksualne dla przyjemności heteroseksualnego męskiego widza. W wizualnych i estetycznych przedstawieniach kina narracyjnego męskie spojrzenie ma trzy perspektywy: perspektywę mężczyzny stojącego za kamerą, męskich postaci w filmowych reprezentacjach filmu, i widza wpatrującego się w obraz.

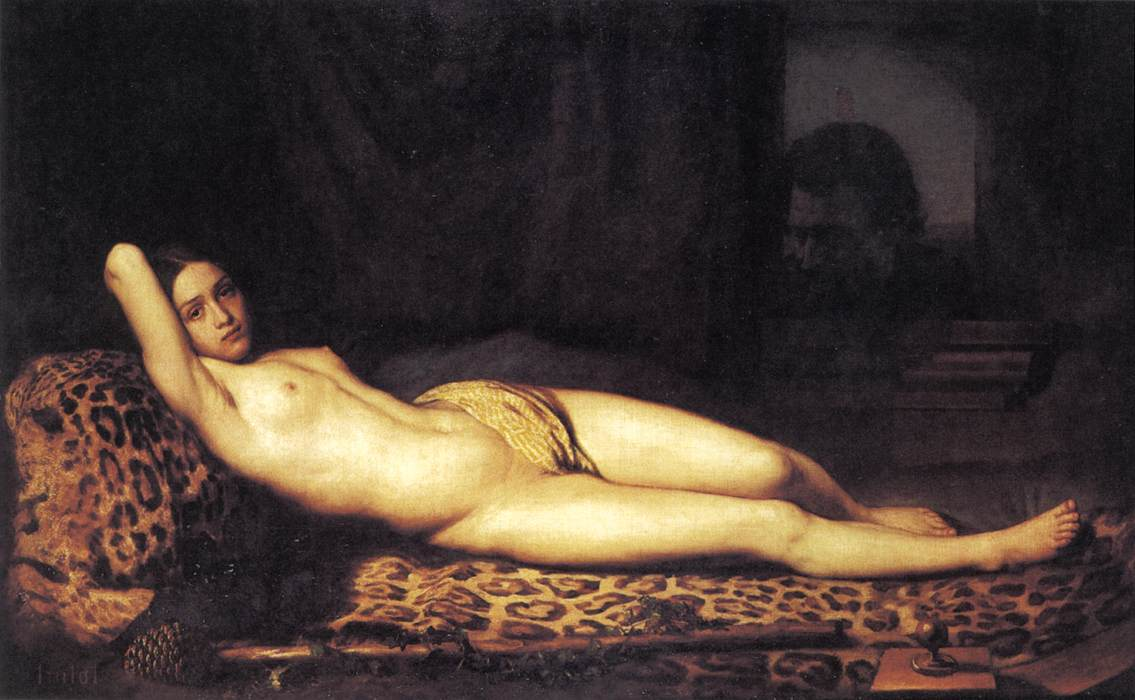
„Odpoczynek i pragnienia” (1844) autorstwa Féliksa Trutata przedstawia leżącą nagą kobietę obserwowaną przez nieproporcjonalnie dużą męską twarz w oknie jej sypialni; obraz „silnie egzemplifikuje” koncepcję męskiego spojrzenia.

Pojęcie spojrzenia zostało po raz pierwszy użyte przez angielskiego krytyka sztuki Johna Bergera w programie telewizyjnym Ways of Seeing (1972), który przedstawia analizy reprezentacji kobiet – jako biernych obiektów do zobaczenia – w reklamie i jako nagich podmiotów w sztuce europejskiej. Feministyczna intelektualistka Laura Mulvey zastosowała koncepcję spojrzenia do krytyki tradycyjnych reprezentacji kobiet w kinie, z których powstała koncepcja i termin męskiego spojrzenia.
Standardy piękna utrwalone przez męskie spojrzenie historycznie seksualizowały i fetyszyzowały nagość czarnej kobiety ze względu na pociąg do ich cech fizycznych, ale jednocześnie karały czarne kobiety i wykluczały ich ciała z tego, co uważa się za pożądane.
Psychoanalityczne teorie Zygmunta Freuda i Jacquesa Lacana są fundamentami, na których Mulvey rozwinęła teorię męskiego spojrzenia oraz zinterpretowała i wyjaśniła oglądactwo, „pierwotne pragnienie przyjemnego patrzenia”, które zaspokaja doświadczenie filmowe. Termin oglądactwo identyfikuje zarówno estetyczną radość, jak i przyjemności seksualne wynikające z patrzenia na kogoś lub na coś.
Jeśli chodzi o psychologiczne zastosowania i funkcje spojrzenia, to męskie spojrzenie jest konceptualnie przeciwstawiane spojrzeniu kobiecemu.